# CIPA (fotografie)
Camera & Imaging Products Association, zkratkou CIPA, je japonská organizace založená v červenci 2002 pro spolupráci v oblasti fotografie a fotoaparátů a souvisejících zařízení. Později (2008) byla nahrazena organizací JEITA se širším záběrem.